# Politisches System des Libanons
Der Libanon ist eine parlamentarisch-demokratische Republik.
Das Politische System Libanons ist geprägt vom religiösen Proporz und dem daraus resultierenden Einfluss der Religionen. Der Libanon ist deswegen ein paritätischer Staat. Das Land wird aufgrund des Konfessionalismus und des Versuchs, möglichst alle Bevölkerungsgruppen am politischen Leben teilhaben zu lassen, als Konkordanzdemokratie bezeichnet. Die derzeitige politische Lage im Libanon gilt dennoch als instabil. Jahrelang tobte ein Machtkampf zwischen christlichen Parteien und Muslimen, der seinen Höhepunkt im Bürgerkrieg von 1975 bis 1990 erreichte. Seitdem wird die konfessionelle Parität ausgeglichener geregelt. Es wird argumentiert, dass das derzeitige konfessionelle System korrupte sektiererische Patronage-Netzwerke propagiert hat, die selbst die grundlegendsten Verwaltungsfunktionen des Staates untermauern.

## Politische Entwicklung
Nach dem Ersten Weltkrieg stand der Libanon als État de Grand Liban unter einem französischen Völkerbundmandat. Als der Libanon 1943 von Frankreich unabhängig wurde, einigte man sich im Nationalen Pakt auf die Verteilung der Sitze für die religiösen Gruppen im Parlament im Verhältnis sechs (Christen) zu fünf (Muslime), wobei Christen nach der Volkszählung im Jahr 1932 mit 52 % die Mehrheit der Bevölkerung im Land stellten. Da jedoch die Muslime eine weit höhere Geburtenrate als Christen hatten und gleichzeitig zahlreiche Christen aus dem Land auswanderten, sank der Bevölkerungsanteil der Christen mit der Zeit auf unter 40 Prozent.
Schließlich wurde die Tatsache deutlich, dass die Christen überproportional in der Politik vertreten waren. Dies war eine Ursache des Libanesischen Bürgerkriegs von 1975 bis 1989. Rechtsgerichtete Christen (wie die Anhänger der Kata’ib und den Forces Libanaises) kämpften gegen islamistische Muslime (wie die Hisbollah-Kämpfer und die Amal-Miliz) und Linksgerichtete (wie die Kämpfer für die Progressiv-Sozialistische Partei). Syrien intervenierte 1975 im Libanon, ab 1982 aufseiten der Muslime im Bürgerkrieg, und weitete seinen Einfluss auf den Libanon aus. 1989 einigte man sich auf eine erneute Verteilung der Konfessionen im Parlament, diesmal im Verhältnis 1 zu 1 für beide Hauptreligionen.

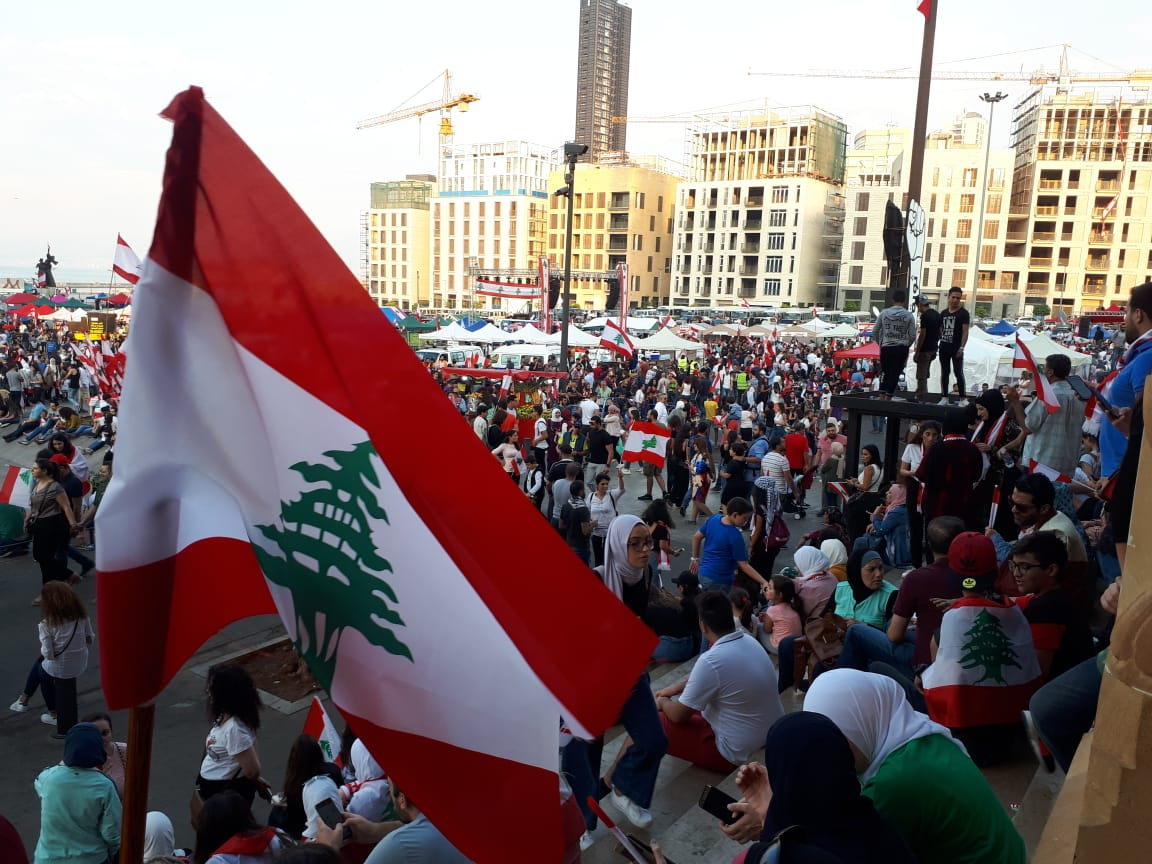
Proteste auf dem Märtyrerplatz in Beirut am 27. Oktober 2019

Im Jahr 2005 kam es dann zur Zedernrevolution, die von Anhängern prowestlicher und antisyrischer Partien getragen wurde. Die prosyrische Regierung wurde aufgelöst und Syrien zum Abzug seiner Truppen und Geheimagenten gezwungen. Im Oktober 2019 kam es erneut zu Protesten im Libanon. Bei diesen Protesten war das herrschende Proporzsystem Gegenstand heftiger Angriffe; es zementiere das System, in dem die Regierungsposten nach Quoten aufgeteilt werden. „In den 1990er-Jahren half dieser Kompromiss, den Bürgerkrieg zu beenden. Inzwischen lähmt er das Land,“ schrieb Lea Frehse in der Zeit. Die Proteste das etablierte Proporzsystem brachen es von innen auf; auf den Straßen protestieren Libanesen aller Konfessionen und jedes Alters. Sie schwenken keine Parteifahnen, sondern libanesische Flaggen. Völlig neu war auch, dass die Proteste alle Landesteile erfasst haben. Auch jene, in denen die Iran-nahe Hisbollah dominiert.
Der Präsident des Libanon hat am 19. Dezember 2019 den Universitätsprofessor Hassan Diab, einen von der Hisbollah unterstützten ehemaligen Bildungsminister, gebeten, eine neue Regierung zu bilden. Michel Aoun ernannte Diab nach einem Tag der Konsultation zum Ministerpräsidenten, nachdem er eine einfache Mehrheit des 128-köpfigen Parlaments erhalten hatte. 69 Parlamentarier, darunter der parlamentarische Block der schiitischen Hisbollah- und Amal-Bewegung, sowie mit Präsident Michel Aoun verbundene Gruppe gaben ihm ihre Stimmen. Erst am 21. Januar 2020 konnte Diab sein neues Kabinett vorstellen. Nach dem Rücktritt des Kabinetts Diab in Folge der Explosionskatastrophe in Beirut 2020 wurde am 31. August 2020 der frühere Botschafter in Deutschland, Mustapha Adib mit der Regierungsbildung beauftragt. Am 26. September 2020 trat Adib, fast einen Monat nach seiner Ernennung zum Kabinettschef zurück. Entscheidender Punkt für das Aufgeben Adibs waren offenbar die Forderungen der zwei wichtigsten schiitischen Gruppierungen, der Hisbollah und der Amal. Sie beanspruchten für sich das Amt des Finanzministers. Zudem forderten sie, die potenziellen Kabinettsmitglieder selbst zu benennen.
Bis zu Beginn des Jahres 2021 gelang es nicht, eine neue Regierung zu bilden. Anfang Februar 2021 wurde der Publizist Lokman Slim erschossen aufgefunden; er war Schiit und ein scharfer Kritiker der proiranischen Schiitenmiliz Hizbullah in Libanon.

## Staatsaufbau
Die libanesische Verfassung gilt seit 1926, zuletzt wurde sie 1999 geändert. Sie enthält eine Reihe an Grundrechten.

### Exekutive
Staatsoberhaupt ist der Präsident, der für sechs Jahre sein Amt innehat. Er wird vom Parlament gewählt und muss maronitischer Christ sein. Eine unmittelbare Wiederwahl des Staatspräsidenten ist nicht möglich. Die Exekutive liegt bei der Regierung unter Vorsitz des Ministerpräsidenten, der sunnitischer Muslim sein muss. Der Ministerpräsident (auch Premierminister genannt) wird vom Präsidenten ernannt und vom Parlament bestätigt. Alle Entscheidungen des Präsidenten bedürfen der Zustimmung des Kabinetts, welches wiederum seinerseits dem Parlament verantwortlich ist. Die personelle Zusammensetzung soll ebenfalls nach dem Grundsatz der Konfessionellen Parität die religiös-konfessionelle Zusammensetzung des Landes widerspiegeln. Der Oberbefehlshaber der Streitkräfte muss wiederum Christ sein.

### Judikative
Die Gerichtsbarkeit besteht aus mehreren Institutionen. Die wichtigste ist der Oberste Rat, der sich die Klagen gegen den Präsidenten sowie den Premierminister anhört. Dazu gibt es den libanesischen Verfassungsrat, den es seit dem Abkommen von Taif gibt und auf die Verfassungsmäßigkeit der Gesetze achtet. Außerdem gibt es die 4 Kassationshöfe, welches aus 3 Gerichtshöfen für wirtschaftliche sowie zivile Angelegenheiten und aus einem Gerichtshof speziell für Verbrechen bestehen. Neben diesen Gerichten gibt es noch die Militärgerichtsbarkeit, welche sich mit Angelegenheiten bezüglich der nationalen Sicherheit (wie Spionage und Landesverrat) befasst.

### Legislative

Verteilung der Sitze nach Religion im libanesischen Parlament pro Distrikt

Die Nationalversammlung Libanons ist die Trägerin der Legislative. Die Abgeordneten werden auf vier Jahre gewählt. Der Sprecher der Nationalversammlung muss den Schiiten eingehören. Das Wahlrecht hat jeder Bürger ab 21 Jahren, dabei gilt ein allgemeines Wahlrecht für alle Bürger unabhängig von Geschlecht oder Konfession.
Das Parlament muss sich seit dem Abkommen von Taif entsprechend dem religiösen Proporz zusammensetzen. Oft vertreten die Abgeordneten im Parlament jedoch lokale anstatt nationale Interessen. Dabei wird häufig das Gerrymandering praktiziert. Die Parlamentsabgeordneten, welche Anhänger der jeweiligen Konfessionen sind, verteilen sich dementsprechend auf die Parlamentssitze wie folgt:
- maronitische Christen 34 von 128 Sitzen,
- schiitische Muslime 27,
- sunnitische Muslime 27,
- Griechisch-Orthodoxe 14,
- Drusen 8,
- Rum-melkitische Katholiken 8,
- armenisch-apostolische Orthodoxe 5,
- Alawiten (Nusairier) 2,
- armenische Katholiken 1,
- Protestanten 1,
- Minderheiten 1

## Parteien
Im Libanon gibt es eine Vielzahl an politischen Parteien, da das Land ein Mehrparteiensystem hat. Die Zugehörigkeit zu einer Partei wiegt jedoch bei der Wählerschaft meistens wenig. Im politischen System Libanons wiegt viel eher die Zugehörigkeit zu einer Religionsgemeinschaft. Dementsprechend haben die verschiedenen Parteien oft ihre Wählerschaft bei einer bestimmten Religionsgruppe. Die Ideologie oder das Programm der jeweiligen Partei hat meistens keine große Bedeutung (obwohl alle Parteien ein politisches Programm besitzen und theoretisch einer Ideologie zugeordnet werden können). Die Koalitionen sind hauptsächlich Zweckbündnisse. Bislang hat es noch keine Partei geschafft, mehr als ein Achtel der Stimmen zu erreichen. Die letzte Parlamentswahl fand 2009 statt.
Die einflussreichsten Parteien in der Politik sind:
- Allianz des 14. März: prowestlich, antisyrisch
  - Zukunftsbewegung (Tayyār al-Mustaqbal): von Sunniten dominiert
  - Fortschrittliche Sozialistische Partei (Al-Hizb at-taqaddumi al-ischtiraki): von Drusen dominiert
  - Forces Libanaises: rechtsgerichtet, säkular, Anhängerschaft jedoch vor allem bei Christen
  - Qurnat-Schahwan-Zusammenschluss: vor allem christlich
    - Kata’ib (auch Phalange genannt): christlich, nationalkonservativ
    - Nationalliberale Partei (Ḥizb al-waṭaniyyīn al-aḥrār): von Armeniern dominiert

  - Mouvement du renouveau démocratique: antisyrisch
  - Demokratische Linke Bewegung (harakatu-l-yasari-d-dimuqrati): sozialdemokratisch
- Amal-Bewegung (Harakat Amal): vor allem schiitisch
- Hisbollah: zugleich eine Miliz, radikal-schiitisch
- Syrische Soziale Nationalistische Partei: gegründet von Antun Sa'ada, verfolgt eine syrisch-nationalistische Ideologie, Libanon wird als Teil Großsyriens gesehen.
- Freie Patriotische Bewegung (Tayyar Al-Watani Al-Horr): vor allem christlich

## Verwaltung

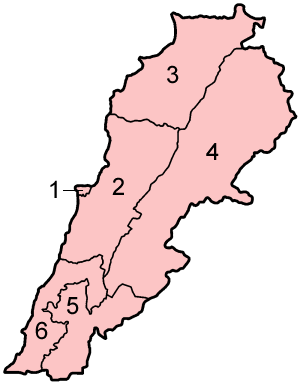
Die 6 Gouvernements des Libanons

Libanon ist gegliedert in 8 Gouvernements (arabisch: muhafazat, singular – muhafazah). Diese setzen sich wiederum selber aus insgesamt 25 Distrikten zusammen:
Im Jahr 2018 wurde das Wahlrecht, einschließlich der Wahldistrikte, geändert.
1. Beirut (Hauptstadtdistrikt)
2. Akkar (Distrikt: Akkar), Verwaltungssitz: Halba
3. Mont-Liban (Distrikte: Jbeil, Keserwan, El Metn, Baabda, Aley, Chouf), Verwaltungssitz: Baabda
4. Baalbek-Hermel (Distrikte: Hermel, Baalbek), Verwaltungssitz: Baalbek
5. Bekaa (Distrikte: Zahlé, West-Bekaa, Rashaya), Verwaltungssitz: Zahlé
6. Nabatieh (Distrikte: Nabatäa, Hasbaya, Marjayoun, Bent Jbeil), Verwaltungssitz: Nabatieh
7. Nord (Distrikte: Akkar, Tripoli, Zgharta, Minnieh-Dinnieh, Koura, Bscharre, Batroun), Verwaltungssitz: Tripoli
8. Süd (Distrikte: Jezzine, Saida, Sour), Verwaltungssitz: Sidon